# Sound of Freedom
Sound of Freedom är en amerikansk kristen actionfilm från 2023, regisserad och medförfattad av Alejandro Monteverde. Den är löst baserad på faktiska händelser upplevda av Tim Ballard som i filmen spelas av Jim Caviezel. Filmen hade premiär den 4 juli 2023 och producerades av det kristna oberoende produktionsbolaget Angel Studios.
Filmen spelade in över 240 miljoner dollar mot en budget på 15 miljoner dollar och nästan helt utan marknadsföring.
Filmen får premiär i Sverige den 1 november 2023.

## Handling
Den före detta agenten på en amerikansk myndighet (Homeland Security) Tim Ballard (Jim Caviezel), åker på ett uppdrag i Colombia för att rädda barn från ett nätverk av pedofiler och sexhandlare. 

## Rollista (i urval)
- Jim Caviezel – Tim Ballard
- Mira Sorvino – Katherine
- Bill Camp – Vampiro
- Cristal Aparicio – Rocío
- Javier Godino – Jorge
- Lucás Ávila – Miguel
- Yessica Borroto Perryman – Katy
- Manny Perez – Fuego[9]

## Produktion
Sound of Freedom är löst baserad på en händelse ur Tim Ballards liv. Han grundade Operation Underground Railroad, en organisation som jobbar mot trafficking. Även om Ballard själv säger att filmen är grovt överdriven och menar att han inte gick in i djungeln på egen hand eller någonsin har dödat någon, hävdar han att han faktiskt räddat fler individer än vad som påstås i filmen, men att dessa även var vuxna och inte enbart barn. Men enligt ett reportage av Vice, baserat på uttalanden från flera myndigheter, var hans organisations insats överdriven.
Det var Tim Ballard själv som tyckte och krävde att Jim Caviezel skulle spela honom.
Filmens framgång sägs bero på att de använde ett nytt biljettsystem kallat Pay it Forward, där en person som sett filmen sedan kunde betala för en annan persons biljett så den kunde se den gratis. Systemet kritiserades dock för det visade sig att folk egentligen bara betalade flera biljetter till samma visning och att många stolar på biografer stått tomma.

## Mottagande
Filmen fick ett blandat mottagande av recensenter, men ett högt betyg av publiken. På Rotten Tomatoes hade filmen länge ett ovanligt högt publikbetyg på 100%.
Den var den tredje mest sedda filmen i USA efter sin premiärhelg och lyckades på cirka två veckor spela in 100 miljoner dollar och blev därmed den största indiefilm-succén sedan covid-19-pandemin.

### Kritik
Sound of Freedom har fått stark kritik av andra hjälporganisationer som menar att barn sällan blir offer för trafficking på det sätt som porträtteras i filmen, utan oftast blir lurade och sålda direkt av familjemedlemmar. Filmen var dessutom delvis finansierad av Fabian Marta som kort efter filmens premiär blev gripen för just medhjälp till kidnappning av barn.
Filmen har kopplingar till Qanon, främst genom huvudrollsinnehavaren Jim Caviezel som både privat och i samband med filmen spridit konspirationsteorier om en mäktig sammanslutning av pedofiler och konspirationer runt adrenokrom.